# ماولبرون
شهر ماولبرون (به آلمانی: Maulbronn) در ایالت بادن-وورتمبرگ در کشور آلمان واقع شده‌است.